# Laterallus
Laterallus is een geslacht van vogels uit de familie van de rallen, koeten en waterhoentjes (Rallidae). De wetenschappelijke naam van het geslacht is voor het eerst geldig gepubliceerd in 1855 door George Robert Gray.
Dit geslacht bestaat uit rallen met een relatief korte snavel. De vogels houden zich op in dichte vegetaties in de buurt van water en komen voornamelijk voor in de tropische gebieden van Midden- en Zuid-Amerika. Alleen de zwarte dwergral (L. jamaicensis) komt noordelijker voor tot in de Verenigde Staten.

## Soorten
De volgende soorten zijn bij het geslacht ingedeeld:
- Laterallus albigularis (Lawrence, 1861) – Witkeeldwergral
- Laterallus exilis (Temminck, 1831) – Amazonedwergral
- Laterallus flaviventer (Boddaert, 1783) – Geelbuikporseleinhoen
- Laterallus jamaicensis (Gmelin, JF, 1789) – Zwarte dwergral
- Laterallus levraudi (Sclater, PL & Salvin, 1869) – Levrauds dwergral
- Laterallus melanophaius (Vieillot, 1819) – Braziliaanse dwergral
- Laterallus notatus (Gould, 1841)− Darwins ral
- Laterallus rogersi (Lowe, 1923) – Inaccessible-eilandral
- Laterallus ruber (Sclater, PL & Salvin, 1860) – Rosse dwergral
- Laterallus spilonota (Gould, 1841) – Galápagosdwergral
- Laterallus spiloptera (Durnford, 1877) – Durnfords dwergral